# Kayastha

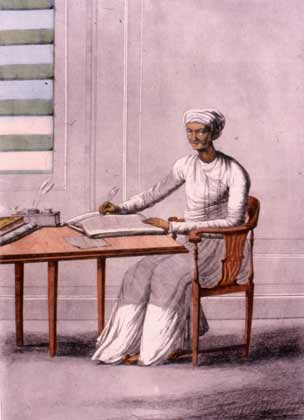
Pintura del belga Francois Baltazar "Les Hindous" (retrat d'una escriba kayashta).

La dinastia Kayastha fou una dinastia de caps locals originada a Maharashtra i establerta a la regió de Telangana.
Fou fundada per Gangaya Sahini (1239-1257) subordinat del kakatiya Ganapati. El seu domini cobria les regions de Palnadu, Kadapa i Panagallu al districte de Nalgonda. La capital de la dinasta de Kayastha fou Vallur al districte de Kadapa. Gangaya Sahini, per ordre de Ganapati, va derrotar per complet a Dampdara, un subordinat dels reis iadaves; en recompensa pel seu servei Ganapati li va concedir el títol de Mahamandaleswara (Gran cap feudatari). Probablement llavors els coles de Kandur, que governaven a Panagallu i eren feudataris kakatiyes, van passar a dependre dels Kayashta i a través d'aquests dels Kakatiyes.
A la mort de Gangaya Sahini el va succeir el seu nebot Janniga Deva (1257-1269) igualment feudatari dels kakatiyes, primer de Ganapati però després de Rudrama Devi. El seu regne estava format per part del districte de Nalgonda. A la seva mort el va succeir el seu germà Tipurantaka (1269-1273) i seguidament un altre germà, Ambadeva (1275-1302).
Ambadeva va declarar la independència i es va enfrontar als Kakatiyes. Les parts al nord del riu Krishna a Nalgonda i la regió de Domala eren el seu domini. Els kakatiyes el van combatre per sufocar la revolta. El va succeir el seu fill Tripurantaka II (1302-1304), que fou derrotat pels kakatiyes i els seus dominis annexionats.

## Governants
- Gangaya Sahini (1239-1257)
- Janniga Deva (1257-1269)
- Tipurantaka (1269-1273)
- Ambadeva (1275-1302)
- Tripurantaka II (1302-1304)